# صاري عبد الله أفندي
صاري عبد الله أفندي (ت. ١٠٧١ هـ) هو كاتب وشاعر صوفي عثمانى.
هو عبد الله بن محمد بن عبد الله العثماني، المولوي، ويعرف بـ صاري عبد الله، وبـ شارح المثنوي.هو من أصل مغربي. ولد، ونشأ بالقسطنطينية، وهو ابن سيد محمد أحد أمراء المغرب الذين فروا إلى الآستانة فى عهد السلطان أحمد الأول وتزوج ابنة محمد باشا أخى الصدر الأعظم خليل باشا. وتولى رئاسة الكتاب، وتوفي بالقسطنطينية.

## آثاره
من تصانيفه: 

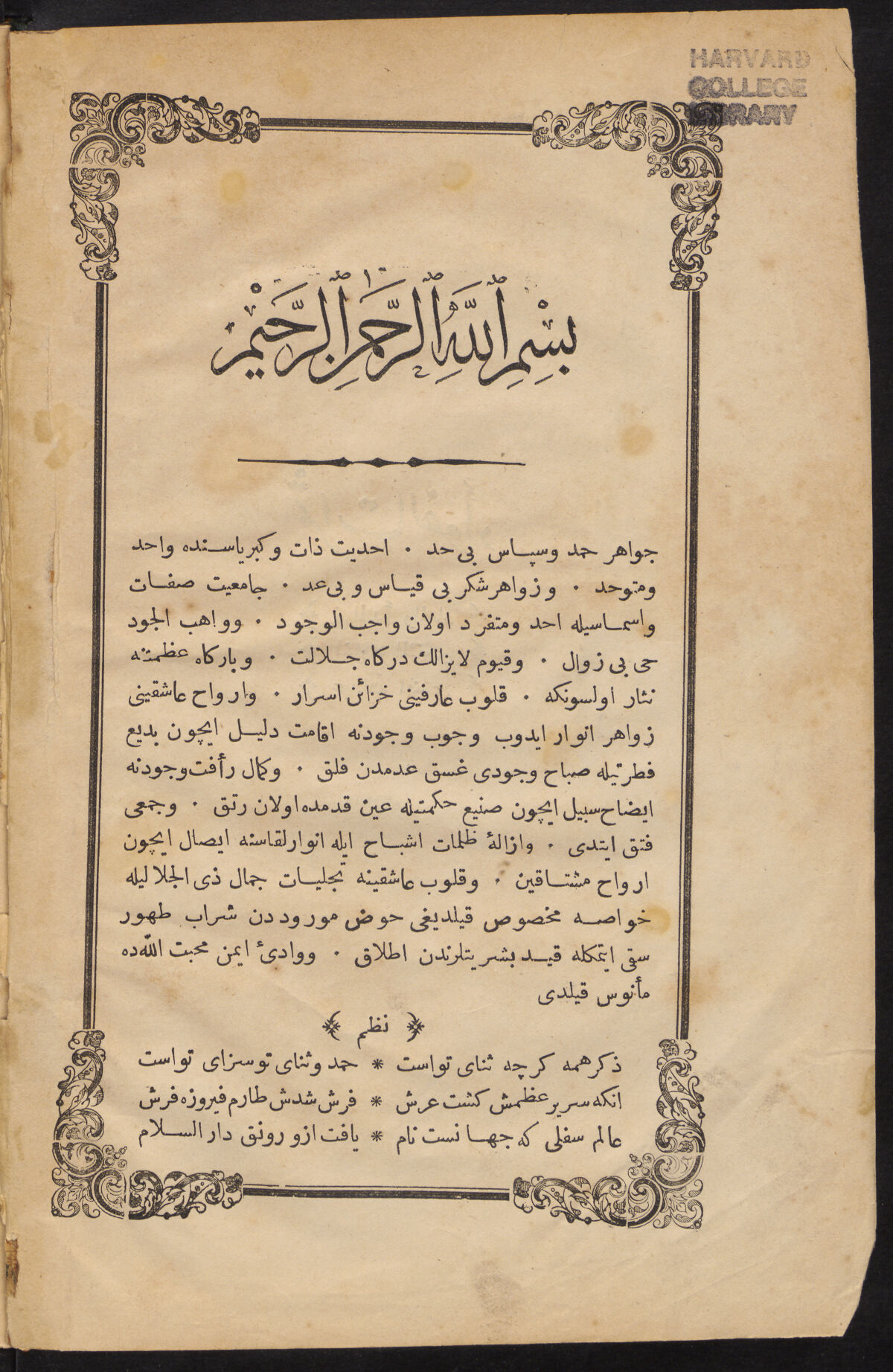
الصفحة الأولى من «ثمرات الفؤاد في المبدأ والمعاد» - طبع في «مطبعه عامره» في الآستانة ١٢٨٨ هـ - من خزانة مكتبة جامعة هارفرد.

- جواهر بواهر مثنوى - تركي في شرح المثنوي لجلال الدين الرومي.[2]
- ثمرات الفوائد في المبدأ والمعاد - تركي على خمسة أبواب الفه في ذي الحجة سنة ١٠٣٣ هـ.[3]
- جوهرة البداية ودرة النهاية في التصوف.
- دستور الانشاء في المراسلات.
- رجال الغيب.
- قصيدة ملك العشاق في التصوف.[4]